# Bevis (Ohio)
Bevis é uma comunidade não incorporada no condado de Hamilton, no estado americano de Ohio .

## História
Um nome variante inicial foi Bevis Tavern. Uma agência de correios chamada Bevis Tavern foi estabelecida em 1835, o nome foi mudado para Bevis em 1874 e a agência de correios fechou em 1903. Jesse Bevis, um dos primeiros correios e proprietário do hotel, deu seu nome à comunidade.